# Amazon Robotics
Amazon Robotics (ранее Kiva Systems) — американская компания из штата Массачусетс, производитель мобильных робототехнических систем (АУТС) С 2012 г. — дочерняя компания Amazon.com

## История
Основана в 2003 Миком Маунтцем; соучредители: Питер Вурман и Рафаэлло Д'Андреа. Целью компании было создание складской робототехнической системы типа АУТС, способной эффективно перемещать грузы в реальном времени в соответствии с поступающими заказами.

## Технология
Традиционно единицы хранения перемещаются по складам и другим распределительным центрам с помощью конвейеров или погрузчиков. Компания разработала принципиально новый подход, при котором элементы хранения находятся на специальных модулях и перемещаются движущимися роботами. При вводе заказа в базу данных системы, программа находит ближайший транспортный робот и направляет его к модулю хранения с помощью штрихкодов нанесенных на полу склада. Столкновения роботов исключаются при помощи специальных датчиков. По достижении модуля хранения, робот подводит под него захваты и поднимает в транспортное положение. Затем груз перемещается в заранее назначенное место для дальнейшей ручной обработки.
Компания производит две модели роботов: грузоподъемностью 500 кг и свыше 1 500 кг. Максимальная скорость движения роботов составляет 1,3 м/сек. Для зарядки аккумуляторов требуется пять минут раз в час.
По сравнению с традиционными методами внутрискладского транспорта, технология Kiva обеспечивает более высокую эффективность и точность, в результате чего этот новый подход к автоматизации складских систем приобретает популярность в различных отраслях промышленности и сферы услуг.

## Приобретение корпорацией Amazon
В марте 2012 года компания была приобретена корпорацией Amazon.com. Сумма сделки составила $775 млн..
На 2015 г. на складах Amazon работало около 30 тыс. роботов Kiva. По мнению наблюдателей, Amazon не намерена продавать изделия Kiva на сторону с тем, чтобы ограничить распространение новой технологии среди конкурентов.
В августе 2015 года, компания официально изменила свое название Kiva Systems LLC на Amazon Robotics LLC.